# NGC 7594
NGC 7594 este o galaxie situată în constelația Pegas. A fost descoperită în 1880 de către . Se află la o distanță de 146,55 de megaparseci de Pământ.